# Verlangen – Die Begierden einer Frau
Verlangen – Die Begierden einer Frau (russisch Верность Wernost, deutsch ‚Treue‘) ist ein russisches Erotikdrama aus dem Jahr 2019. Regie führte Nigina Saifullajewa, das Drehbuch stammt von ihr und Ljubow Mulmenko. Die Hauptrollen spielen Jewgenija Gromowa und Alexander Pal.

## Handlung
Die 30-jährige Lena ist Gynäkologin an einer Klinik im Raum Kaliningrad und mit dem Theaterschauspieler Sergei verheiratet. Sie sind kinderlos und beide beruflich erfolgreich, haben aber keinen Sex mehr miteinander, was Lena im Gegensatz zu Sergei vermisst. Zudem vermutet Lena, dass Sergei eine Affäre mit seiner Kollegin Katja hat. Deshalb verbringt sie eine Nacht mit einem fremden Rettungsschwimmer, was für sie jedoch unbefriedigend bleibt. Als sie Sergei und Katja mit dem Auto observiert, verursacht sie einen Unfall mit Blechschaden. Nach einem Werkstattbesuch lässt sich Wadim, der Fahrer des anderen Wagens, am Strand auf Lena ein, flüchtet jedoch, als die beiden von der Polizei überrascht werden.
Zufällig begegnet Lena Wadim wieder: es stellt sich heraus, dass er der Ehemann einer ihrer Patientinnen ist; harsch bedrängt er Lena physisch und via Smartphone, sie weist ihn zurück. Lena erzählt ihrem Chef Iwan von ihrem Untreueverdacht gegen Sergei, der sich jedoch nicht bestätigen lässt. Gleichwohl bringt ein gemeinsamer Kurzurlaub von Lena und Sergei keine Annäherung für das Paar. Lena betrinkt sich und sucht eine neue Männerbekanntschaft. Erst jetzt wird sie für Sergei wieder interessanter.
Inzwischen ist Wadims Frau hinter den Vorfall am Strand gekommen. Sie trennt sich von ihrem Mann und stellt Lena öffentlich bloß, woraufhin Lena von vielen Patientinnen gemieden wird. Auch Sergei erfährt von Lenas Untreue, was ihn erregt, Lena aber beschämt. Lena reicht ihre Kündigung ein. Sie liebt Sergei, und die beiden denken über einen Umzug nach, doch da Sergei immer wieder gerne auf das Vergangene zurückkommt, während Lena eher vergessen möchte, scheint die gemeinsame Zukunft ungewiss.

## Synchronisation
Die deutsche Synchronisation entstand nach einem Dialogbuch von Heinz Burghardt und unter der Dialogregie von Maria Jany im Auftrag der Think Global Media GmbH, Berlin.
- Lena: Ann Vielhaben
- Sergei: Julien Haggège
- Iwan: Frank Röth
- Katja: Leonie Dubuc
- Wadim: Kevin Kraus
- seine Frau: Maria Jany
- Dima: Martin Gleitze[2]

## Rezeption

### Auszeichnungen
- Kinotawr 2019: Special Diploma of the Jury für Nigina Saifullajewa
- TIFF 2020: Best Performance Award für Jewgenija Gromowa[3]

### Kritiken
„Das russische Erotikdrama will auf eine weibliche Perspektive auf Liebes- und Sexfragen hinaus, bedient allerdings vor allem voyeuristische Blickwinkel. Die Figuren bleiben dabei arg eindimensional.“